# Irja Koskinen
Irja Koskinen (28 de julio de 1911-31 de marzo de 1978) fue una bailarina de ballet finlandesa.

## Biografía
Su nombre completo era Irja Elvira Koskinen, y nació en Helsinki, Finlandia.
Fue bailarina y coreógrafa de la Ópera Nacional de Finlandia. Bailó en dicho teatro entre 1931 y 1957, siendo desde 1935 primera bailarina. Fundó una escuela propia en el año 1953.
Por su trayectoria artística, fue galardonada en el año 1948 con la Medalla Pro Finlandia.
Irja Koskinen falleció en Helsinki en el año 1978. Había estado casada con el también bailarín Klaus Salin. Tuvo un hijo, Timo Salin (1949-1969), que se dedicó igualmente a la danza.

## Filmografía

### Coreógrafa
- 1951 : Bolero
- 1954 : Pessi ja Illusia
- 1955 : Scaramouche

### Actriz
- 1952 : Mitäs me taiteilijat
- 1941 : Ryhmy ja Romppainen
- 1939 : Aktivistit
- 1939 : Kaksi Vihtoria